# Bamra lepida
Bamra lepida là một loài bướm đêm trong họ Noctuidae.